# La morte d'Orfeo
La morte d'Orfeo  (La muerte de Orfeo) es una ópera en cinco actos del compositor italiano Stefano Landi. Se estrenó en Roma en 1619. La obra ha sido calificada como tragicomedia pastorale (tragicomedia pastoral). El libreto, que puede ser del propio compositor, está inspirado por La favola d'Orfeo (1484) de Angelo Poliziano. A diferencia del Orfeo de Monteverdi, la ópera de Landi contiene elementos cómicos. 

## Personajes
| Personaje           | Tesitura |
| ------------------- | -------- |
| Orfeo               | tenor    |
| Teti (Tetis)        | alto     |
| Destino             | bajo     |
| L'ebro              | bajo     |
| Aurora              | alto     |
| Mercurio            | tenor    |
| Apolo               | tenor    |
| Bacco (Dionisos)    | alto     |
| Nisa                | soprano  |
| Ireno               | tenor    |
| Lincastro           | alto     |
| Il furore           | bajo     |
| Calliope (Calíope)  | alto     |
| Fileno              | tenor    |
| Caronte             | bajo     |
| Euridice (Eurídice) | soprano  |
| Giove (Júpiter)     | bajo     |
| Fosforo (Héspero)   | alto     |

## Sinopsis
Después de que Orfeo fracasara en su intento de salvar a su esposa Eurídice de los infiernos, renuncia al vino y al amor de las mujeres. Esto ofende al dios Baco quien insta a sus seguidoras, las ménades, a matar a Orfeo. Las airadas ménades lo destrozan. Los dioses quieren que el muerto Orfeo se les una en el Olimpo pero Orfeo quiere reunirse con Eurídice en el Hades. Solo después de que el dios Mercurio le muestre que, habiendo bebido de las aguas del Leteo, Eurídice ya no recuerda más a su esposo, Orfeo se muestra conforme con ascender al Olimpo.

## Discografía selecta
- 1987 – La morte d'Orfeo. John Elwes, Koslowski, Cordier, Harry van der Kamp, dir. Stephen Stubbs; Accent.
- 2007 – La morte d'Orfeo. Cyril Auvity, Guillemette Laurens, Dominique Visse, van Elsacker, Guillon, Bucher, Akadêmia, dir. Françoise Lasserre; Zig-Zag Territoires.